# 罗得岛太阳神巨像
36°27′04″N 28°13′40″E / 36.45111°N 28.22778°E
羅得島太陽神銅像是一尊太陽神海利歐斯的青銅像，曾經矗立在希臘羅得島上的羅得港港口，是古代世界七大奇觀之一，約建於西元前292至280年，由雕塑家林多斯的查爾斯所設計。羅得島太陽神銅像是為了慶祝安提柯王朝國王德米特里一世在西元前305年包圍羅得城失敗而建造的。

## 建造

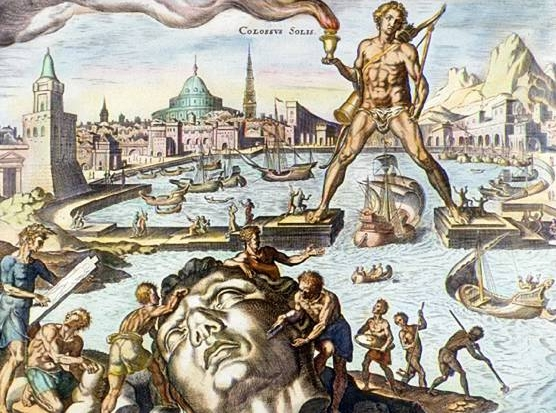
16世紀畫家所想像的羅得島太陽神銅像

羅得島太陽神銅像是由無數鎔化的武器和銅製品所鑄成的。銅像內部位於15公尺（50英尺）高的大理石底座上方，並隨著建築過程被石塊所填滿。也有其他紀錄說羅得島太陽神銅像是位在港口防波堤的上方。這一尊太陽神海利歐斯的青銅像高度超過30公尺（107英尺），也是當時世界上最高的青銅像。當時使用巨大的土坡來建造銅像上層。在羅得島太陽神銅像的建造期間，工人在銅像周圍堆疊巨大的土堆，然後在完工後移除，只剩下太陽神銅像獨自站立在港口上。在動工12年後，太陽神銅像於西元前280年完工。希臘人有曾經創作一首詩來讚頌羅得島太陽神銅像。
現代的工程學家曾根據當時的技術來推測出合理的建築方式，並不考慮現代的地震工程。經過電腦模擬顯示，一次地震可能導致鉚釘失效，產生連鎖反應，造成太陽神銅像從接合處裂開，一開始是手部後來則是腿部，但是膝蓋不太可能與身體分離。

## 毀滅
羅得島太陽神銅像完成後矗立了54年之久，直到羅得島於西元前226年遭到強烈地震侵襲為止。這次地震嚴重破壞羅得島大部分地區，包括港口與商業區。太陽神銅像也在地震中被摧毀，膝蓋上方都完全崩塌。埃及法老王托勒密三世曾經試圖提供資金來重建太陽神銅像，但是古希臘阿波羅神女祭司皮媞亞讓羅得島人相信此舉將冒犯太陽神海利歐斯，所以拒絕重建銅像。
根據古希臘歷史學家斯特拉波的紀錄，太陽神銅像的殘骸堆在地上長達800年之久，而且沒有什麼破損，許多旅行者對此印象深刻。古羅馬作家老普林尼也記載道一些人使用手臂來測量斷掉的大拇指，每根手指都比大多數的雕像還大。

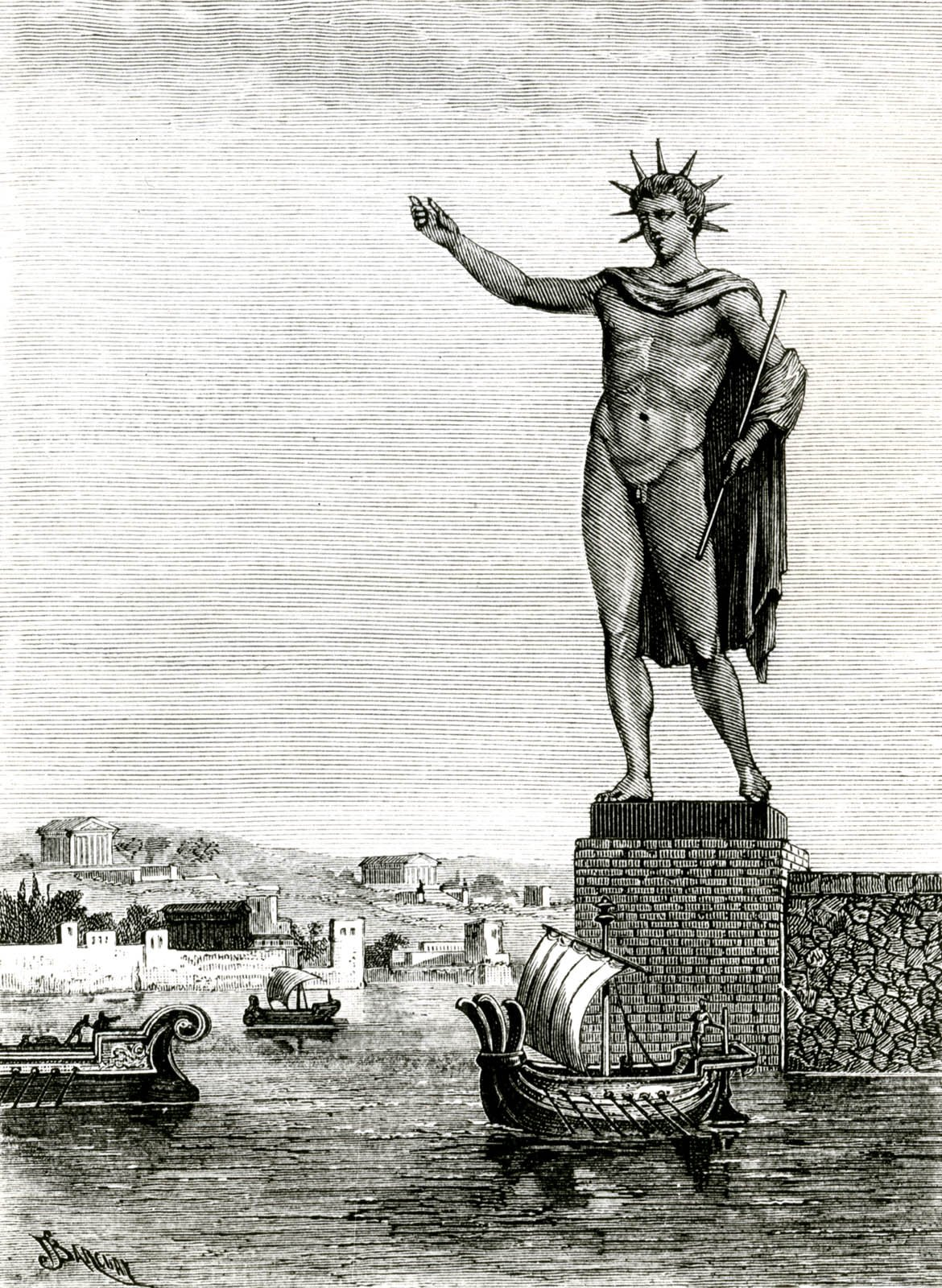
羅得島太陽神銅像的想像圖，繪於1880年

根據懺悔者狄奧法內斯的記載，伊斯蘭教的哈裡發穆阿威葉一世於654年侵入羅得島時，這些銅像的殘骸被賣給一位埃德萨的猶太商人。他後來將殘骸打碎，利用900隻駱駝運回家裡。這個故事可能是由巴比倫伽勒底帝國國王尼布甲尼撒二世的夢境所衍伸出來的隱喻，可能被7世紀早期任何一位修道士當作新約聖經中所描述的啟示錄即將到來的證據。

## 位置
Ursula Vedder在2008年提出一個理論，認為太陽神銅像並非位在港口，而是罗得卫城的一部份，可以俯瞰整個港口。羅得衛城的神殿原先被認為是阿波羅的神殿，但是Vedder認為它其實是海利歐斯的神殿。神殿附近有許多石塊構成的地基，目前學者仍然無法確定其用途，Vedder認為這就是支撐太陽神銅像的平臺。

## 相關文獻
- James R. Ashley. . McFarland & Company. 2004. ISBN 0-7864-1918-0. page 75[永久]
- Herbert Maryon（英语：Herbert Maryon）, "The Colossus of Rhodes" The Journal of Hellenic Studies 76 (1956), pp. 68–86. A sculptor's speculations on the Colossus of Rhodes.
- D. E. L. Haynes, "Philo of Byzantium and the Colossus of Rhodes" The Journal of Hellenic Studies 77.2 (1957), pp. 311–312. A response to Maryon.
- M. H. Gabriel, BCH 16 (1932), pp 332–42.
- Lawrence Durrell, Vénu et la Mer, LGF-Livre de Poche, 1993.
- （德文）Wolfram Hoepfner, Der Koloss von Rhodos, Éditeur Philipp von Zabern, Mainz am Rhein, 2003.

## 外部連結
- Discover Rhodes （页面存档备份，存于）
- Rhodes Guide （页面存档备份，存于）